# Cesare deve morire
Cesare deve morire è un film del 2012 diretto da Paolo e Vittorio Taviani.
La pellicola, girata in uno stile docu-drama, narra la messa in scena del Giulio Cesare di William Shakespeare da parte dei detenuti di Rebibbia diretti dal regista teatrale Fabio Cavalli.
Il film ha vinto l'Orso d'oro al Festival di Berlino 2012, riconoscimento che mancava al cinema italiano dal 1991, quando il premio era stato assegnato a La casa del sorriso di Marco Ferreri.
Ha ricevuto inoltre otto candidature ai David di Donatello 2012, tra le quali quelle per miglior film e miglior regista e ne ha vinti 5, compresi i due citati.

## Trama
All'interno del teatro del carcere di Rebibbia, si conclude la rappresentazione del "Giulio Cesare" di Shakespeare, affidata ad alcuni detenuti della sezione Alta Sicurezza. I detenuti, qui in veste di attori, tornano nelle celle. Sei mesi prima, infatti, il direttore del carcere aveva annunciato il progetto della rappresentazione teatrale; ne seguono quindi i provini. Il "Giulio Cesare", dunque, prende corpo progressivamente ed è l'occasione per gli attori di comprendere come le passioni, i legami e i tradimenti che punteggiano, guidano o traviano la vita dell'uomo (e le loro storie criminali) non sono mai cambiate nei secoli e che le vicende della storia riproducono, solo in scala diversa, quelle delle vite di tutti.

## Produzione
I due fratelli registi hanno dichiarato che uno dei motivi per cui hanno girato questo film è l'aver sentito la traduzione di Shakespeare in napoletano, in siciliano e in pugliese.

## Distribuzione
Il film è stato presentato l'11 febbraio 2012 alla Berlinale. Nelle sale cinematografiche è stato distribuito il 2 marzo a cura della Sacher Film. In Italia il film ha incassato in totale 738061 €.

## Critica
Il film ha ottenuto un buon successo di critica, sia a livello nazionale che internazionale.
Sul Corriere della Sera, Paolo Mereghetti afferma che il film "è un magnifico affresco di infelicità umane che risalgono da Shakespeare alla camorra, che l'arte potrebbe curare quando gli uomini d'onore lo sono davvero".
Massimo Bertarelli su il Giornale scrive: "Il dramma ambientato in carcere, con i detenuti che mettono in scena il Giulio Cesare di Shakespeare, è grande cinema. E che attori: formidabili".
La giornalista Natalia Aspesi su la Repubblica scrive: "Il film ha vinto il massimo premio al festival di Berlino, e noi italiani molto contenti, tanto più che è da un bel po' che il nostro cinema viene ignorato, e non per spudorata cattiveria. Brontolii invece dai giornali tedeschi e si temeva che potessero avere ragione: per fortuna no, ed è con gran sollievo che si può dichiarare che Cesare deve morire ci restituisce i grandi Taviani, vuoi con berretto o senza e comunque indistinguibili, Paolo e Vittorio, ottantenni tuttora coraggiosi e geniali".
La rivista statunitense di cinema indipendente, Indiewire, inoltre, ha posizionato la pellicola al quarto posto dei cinque migliori film indie da vedere nel mese di febbraio.

## Riconoscimenti
Il 26 settembre 2012, l'apposita Commissione ha annunciato di aver selezionato Cesare deve morire quale candidato italiano all'Oscar al miglior film straniero 2013.
- 2012 - Festival di Berlino
  - Orso d'oro a Paolo Taviani e Vittorio Taviani
  - Premio della giuria ecumenica a Paolo Taviani e Vittorio Taviani
- 2012 - Satellite Award
  - Nomination Miglior film straniero (Italia)
- 2012 - David di Donatello
  - Miglior film a Grazia Volpi, Paolo Taviani e Vittorio Taviani
  - Miglior regia a Paolo Taviani e Vittorio Taviani
  - Miglior produttore a Grazia Volpi
  - Miglior montaggio a Roberto Perpignani
  - Miglior fonico di presa diretta a Benito Alchimede e Brando Mosca
  - Nomination Migliore sceneggiatura a Paolo Taviani e Vittorio Taviani e Fabio Cavalli
  - Nomination Miglior fotografia a Simone Zampagni
  - Nomination Miglior colonna sonora a Giuliano Taviani e Carmelo Travia
- 2012 - European Film Awards
  - Nomination Miglior film a Grazia Volpi
  - Nomination Miglior regia a Paolo e Vittorio Taviani
  - Nomination Miglior montaggio a Roberto Perpignani
  - Nomination Premio del pubblico al miglior film europeo a Paolo e Vittorio Taviani
- 2012 - Premio Cinema Ludus[12][13]
  - Prix "Menzione d'onore" a Paolo e Vittorio Taviani
  - Miglior film italiano a Grazia Volpi
  - Miglior regia italiana a Paolo e Vittorio Taviani
  - Miglior produttore italiano a Grazia Volpi
  - Miglior contributo tecnico italiano a Roberto Perpignani
- 2012 - Nastro d'argento
  - Nastro dell'anno a Paolo e Vittorio Taviani
  - Premio speciale al cast di "Cesare deve morire"
- 2012 - Premio Kineo Diamanti
  - Miglior film italiano nel mondo a Paolo e Vittorio Taviani
- 2012 - Globi d'oro
  - Nomination Miglior film a Paolo e Vittorio Taviani
  - Nomination Miglior regia a Paolo e Vittorio Taviani
- 2012 - Philadelphia Film Festival
  - Premio del pubblico – Menzione d'onore a Paolo e Vittorio Taviani
- 2012 - Moviemov
  - Miglior film a Grazia Volpi, Paolo e Vittorio Taviani
- 2012 - Capri Hollywood
  - Miglior film italiano a Grazia Volpi, Paolo e Vittorio Taviani
- 2012 - Premio Italia Sceneggiatura
  - Migliori dieci film a Paolo e Vittorio Taviani
  - Miglior film italiano a Paolo e Vittorio Taviani
  - Migliore sceneggiatura non originale a Paolo e Vittorio Taviani e Fabio Cavalli
- 2012 - YouMovie Awards[14][15]
  - Miglior film italiano a Grazia Volpi
  - Miglior regia italiana a Paolo e Vittorio Taviani
  - Nomination Miglior interpretazione in un film italiano a Cosimo Rega
- 2012 - Premio Sergio Amidei
  - Premio opera d’autore a Paolo e Vittorio Taviani
- 2012 - Italian Online Movie Awards
  - Nomination Miglior film italiano a Paolo e Vittorio Taviani
- 2012 - Festival du Cinéma Italien d'Ajaccio
  - Prix Interprétation Masculine a Salvatore Striano
  - Prix Lycéen a Paolo e Vittorio Taviani
  - Prix Università di Corsica a Paolo e Vittorio Taviani
- 2012 - Premio Internazionale Roberto Rossellini
  - Premio Roberto Rossellini a Fabio Cavalli
- 2012 - Bobbio Film Festival
  - Premio Miglior Regia a Paolo e Vittorio Taviani
- 2012 - Ciak d'oro
  - 3º classificato Miglior regia a Paolo e Vittorio Taviani
  - Nomination Migliore sonoro a presa diretta a Benito Alchimede e Brando Mosca
  - Nomination Migliore fotografia a Simone Zampagni
  - Nomination Miglior produttore a Grazia Volpi
- 2012 - Trailers FilmFest
  - Nomination Miglior trailer italiano a Internozero Comunicazione
  - Nomination Migliore locandina italiana a Internozero Comunicazione
- 2012 - Premio LUX
  - Nomination Miglior film a Paolo e Vittorio Taviani
- 2012 - Italian Online Film Actors & Dubbers Award
  - Premio speciale al cast di "Cesare deve morire"
- 2012- Festival del cinema d'autore di Belgrado
  - Premio della critica a Paolo e Vittorio Taviani
- 2012 - New York Film Festival[16]
  - Main Slate
- 2013 - Cinema Eye Honors[17]
  - Nomination Heterodox Award a Paolo e Vittorio Taviani
- 2013 - Palm Springs International Film Festival[18]
  - Premio FIPRESCI — Miglior attore straniero a Cosimo Rega, Salvatore Striano e Francesco Arcuri
- 2013 - Italian Directing Award[19]
  - Nomination IDA Italy Award[20]
- 2013 - Festival du Cinema Italien de Bastia
  - Fuori concorso[21]
- 2013 - European Independent Film Critics Awards[22][23]
  - Miglior montaggio a Roberto Perpignani
  - Premio pari opportunità a Paolo e Vittorio Taviani
  - Nomination Miglior regia a Paolo e Vittorio Taviani
  - Nomination Miglior produttore a Grazia Volpi
  - Nomination Miglior film
  - Nomination Miglior colonna sonora a Giuliano Taviani e Carmelo Travia
- 2013 - CliCiak[24]
  - Menzione speciale